# Морену
Морену (порт. Moreno) — місто і муніципалітет в бразильському штаті Пернамбуку, частина Агломерації Ресіфі. Основу економіки складає сільське господарство (цукрова тростина, кокоси, банани, ямс, маракуя, асерола), також розвинуті торгівля і сфера послуг.